# Train Dreams
Train Dreams är en amerikansk dramafilm som har premiär på Netflix under 2025. Filmen är regisserad av Clint Bentley som även skrivit manus tillsammans med Denis Johnson och Greg Kwedar.

## Handling
Robert Grainer, en helt vanlig man som lever i en ovanlig tid, arbetade som daglönare i den amerikanska västern i början av 1900-talet. Knäckt av sin familjs död kämpar han för att anpassa sig till denna nya tillvaro.

## Rollista (i urval)
- Joel Edgerton - Robert Grainier
- Felicity Jones - Gladys Grainier
- Kerry Condon - Claire
- William H. Macy - Arn Peeples
- Clifton Collins Jr.
- Paul Schneider - Frank
- John Diehl - Billy
- Alfred Hsing
- Nathaniel Arcand - Ignatius Jack
- Will Patton - berättare